# Lisa See

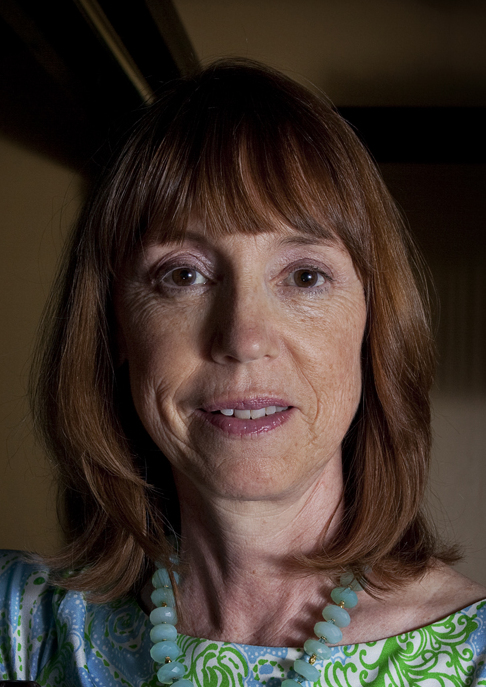

Lisa See (ur. 18 lutego 1955 w Paryżu) – amerykańska pisarka pochodzenia chińskiego. W swoich powieściach ukazuje chińską kulturę, tradycje i zwyczaje widziane często oczami kobiet.

## Życiorys
Pomimo że Lisa See urodziła się w Paryżu, wiele lat spędziła w Los Angeles, a w szczególności w dzielnicy chińskiej. W 1979 skończyła studia na Uniwersytecie Loyola Marymount.
W latach 1983–1996 pracowała dla tygodnika literackiego „Publishers Weekly” jako lokalna korespondentka z zachodniego wybrzeża. Pisywała i nadal pisuje dla takich pism jak „Vogue”, „Self” i „More”.
Obecnie mieszka w Kalifornii, USA. Ma męża adwokata (Richard Kendall) i dwóch synów – Alexandra i Christophera. Jej matka Carolyn See jest również pisarką.
Laureatka wielu nagród organizacji amerykańsko-chińskich.

## Twórczość
Pierwsza książka Lisy pt. Na Złotej Górze (1995, polskie wydanie 2007) od razu stała się światowym bestsellerem. Autorka przedstawia w niej stuletnie losy swojej rodziny. Opisuje dzieje życia swojego prapradziadka Fonga See, który w XIX w. wyjechał z Chin do USA i wbrew konwenansom ożenił się z Amerykanką (Letticie Pruett), dając początek dwukulturowej rodzinie.
Lisa See napisała także libretto opery opartej na tej książce, która miała swoją premierę w czerwcu 2000 r.
Fabuła powieści Kwiat Śniegu i sekretny wachlarz (2005) oraz Miłość Peonii (2007) rozgrywają się w Chinach i opisują losy kobiet odpowiednio w XIX i XVII w. Opisują kobiecy świat, siostrzane związki, relacje z mężczyznami i innymi członkami rodziny.
Trzy inne książki: Sieć rozkwitającego kwiatu (1997), The Interior (1999) i Dragon Bones (2003) prezentują obraz społeczeństwa chińskiego i relacji chińsko-amerykańskich na przełomie XX i XXI w. Fabuła zawiera wątek romantyczny i kryminalny.
Kolejna powieść Dziewczęta z Szanghaju (2009) opisuje historię dwóch sióstr, które przybywają do Los Angeles w celu zamieszkania w domu mężów, z którymi w Chinach zawarły aranżowane małżeństwo. Ich losy rozgrywają się na tle ważnych wydarzeń historycznych połowy ubiegłego stulecia.
Dalsze dzieje sióstr Pearl i May opisuje książka „Marzenia Joy” (2011). Przedstawia losy rodziny na tle Rewolucji Kulturalnej Mao Zedonga i pierwszych lat Chińskiej Republiki Ludowej.
Lisa See napisała także przewodnik po dzielnicy chińskiej w Los Angeles (2003).